# Обрусна Світлана Юріївна
Обрусна Світлана Юріївна (нар. 8 березня 1974 р., с. Рождественське, Золотоніський район Черкаської області) — українська правознавиця, кандидатка історичних наук (2004 р.), доктор юридичних наук (2011 р.), професор (2022 р.), професор кафедри державно - правових дисциплін Черкаського національного університету імені Богдана Хмельницького.

## Освіта, службова кар'єра
У 1996 р. закінчила історичний факультет Черкаського національного університету імені Богдана Хмельницького. З 1996 по 2000 рік учителювала. З 2000 по 2004 рік працювала у Відділі освіти Драбівської райдержадміністрації. У 2004 році захистила дисертацію на здобуття наукового ступення кандидата історичних наук у Чернівецькому національному університеті імені Юрія Федьковича за спеціальністю 07.00.01 - Історія України. З 2004- 2011 року працювала у Східноєвропейському університеті економіки та менеджменту, де у 2007 році отримала диплом спеціаліста спеціальності право, кваліфікація юрист. З 2011 по 2013 рік - професор кафедри фундаментальних юридичних дисциплін Харківського університету внутрішніх справ України. У 2011 році захистила дисертацію на здобуття наукового ступення доктора юридичних наук у Харківському національному університеті внутрішніх справ за спеціальністю 12.00.07 – адміністративне право і процес; фінансове право; інформаційне право. З 2014 – 2015 року завідувач кафедри правознавства Черкаського інституту банківської справи Університету банківської справи НБУ. З 2015 року професор кафедри управління у сфері цивільного захисту Черкаського інституту пожежної безпеки імені Героїв Чорнобиля, та професор кафедри державно-правових дисциплін Черкаського національного університету імені Богдана Хмельницького.

## Наукова діяльність
Об'єктами наукових зацікавлень професорки С.Ю.Обрусної є зародження та розвиток вітчизнняної судової системи, адміністративно-правові засади її реформування, судове управління, сучасні проблеми функціонування судової системи України.

## Список наукових публікацій
- 1. Shablystyi, V., Оbrusna, S., Levchenko, Y., Rufanova, V., Gluhoverya,V. Social and legal nature of bullying. Amazonia investiga/ Volume 10 Issue 37: 78-85 / January, 2021.
  2. Vasylevych, V., Оbrusna, S., Iskenderov, E., Kryzhna L.,Sokurenko O. Foreign experience in bullying prevention in schools. Amazonia investiga/ Volume 10 Issue 46: 169-175 / Ochtober, 2021.
  3. Обрусна С.Ю. Теоретичні засади проведення реформ. Забезпечення цивільної безпеки в Україні: сучасний стан і перспективи: монографія/ заг. ред. О. М. Тищенка. Черкаси: Видавець Чабаненко Ю.А., 2018. С.194-205.
  4. Обрусна С.Ю. Розділ VI. Запорізька Січ – військово-політична організація. Обрусна С.Ю., Греченко В.А Розділ VII. Українська козацька держава та її право. Історія держави та права України: підручник для курсантів та студентів вищих навч. закл./ О.М. Бандурка, М. Ю. Бурдін, О. М. Головко та ін. Харків: Золота миля, 2018. 450 с. Розділ VI. С. 177- 185; Розділ VII. (співавтор В. А. Греченко) С. 186 - 230.
  5. Головко О.М., Холод Ю.А.,  Обрусна С.Ю. Новітній державно-правовий розвиток країн Європи. Історія держави і права зарубіжних країн Історія держави і права зарубіжних країн: підручник/ заг. ред. О.М. Бандурки. Харків: Майдан, 2020. С. 352-383.
  6. Обрусна С.Ю. Головач О.А. Адміністративно-правові засади надання публічних послуг у сфері підприємницької діяльності. Економіка. Фінанси. Право. 2021. №8/1. С.35-40.
  7. Обрусна С.Ю. Головач О.А. Публічні послуги у сфері підприємницької діяльності як адміністративно-правова категорія. Наше право. 2020. № 3. С. 31-37.
  8. Обрусна С.Ю., Чубань В.С., Іванова І. В. Проблеми адміністративно-правового забезпечення електронного суду в Україні в умовах пандемії COVID-19. Юридичний науковий електронний журнал. 2020 № 4. С. 196-199.
  9. Obrusna S., Ivanova I. Electronic court as a legal and administrative category. Адміністративне право і процес 2020 № 2 (29) С. 5-17.
  10. Обрусна С.Ю. Перспективи впровадження електронного суду в місцевих судах в умовах судової реформи. Збірник матеріалів Всеукраїнської науково-практичної інтернет-конференції «Актуальні проблеми формування громадянського суспільства та становлення правової держави», 21 травня 2021 р. Черкаси: ЧНУ, 2021 С. 62-71.
  11. Обрусна С.Ю. Адміністративне забезпечення впровадження електронного суду: теоретико-правова характеристика.  Правовий дискурс: Матеріали I Всеукраїнської науково-практичної конференції здобувачів та викладачів закладів вищої освіти. Черкаси: Видавець Третяков О. М., 2021. С.170-172.
  12. Обрусна С.Ю., Рудь І.О. Впровадження електронного суду в країнах Європейського Союзу. Всеукраїнська науково-практична конференція «Гармонізація законодавства України з правом Європейського Союзу» 17 квітня 2021 року, м. Хмельницький: ХНУ, 2021. С.146-150.